# William Hérisson
Pour les articles homonymes, voir Hérisson.
William Louis Max Hérisson (20 juin 1894 à Nîmes - 25 décembre 1969 à Nîmes) est un as de l'aviation français de la Première Guerre mondiale, au cours de laquelle il remporte onze victoires aériennes homologuées.

## Biographie
Issu d'une famille protestante de Nîmes, il est le fils de l'ingénieur Albert Hérisson et de Jeanne Marguerite Favre de Thierrens. William Hérisson effectue des études à Paris et intègre directement l'armée à la mobilisation le 1er septembre 1914, au sein du 11e régiment de hussards (cavalerie), sans avoir effectué son service militaire. Le 30 novembre, il est promu au grade de brigadier.
Le 6 avril 1915, il est promu à nouveau, au grade de maréchal-des-logis. Le 1er septembre, il commence une formation de pilote à Étampes. Il reçoit le brevet de pilote militaire no 2069, le 12 décembre, et servira en tant qu'instructeur jusqu'au mois d'août suivant. Le 30 août 1916 il intègre l'Escadrille F20 (le 'F' signifiant que les pilotes de cette escadrille volaient sur des Farman). Cependant, une semaine plus tard, il est envoyé suivre une formation complémentaire sur des avions Nieuport. Le 8 décembre 1916, il intègre l'Escadrille Spa 75.
Le 1er mars 1917, il est promu adjudant, et il vole désormais à bord de SPAD. Le 22 juillet 1917, il remporte sa première victoire au-dessus de Verdun. En moins de deux mois, il acquiert le titre d'as, remportant sa cinquième victoire le 25 septembre, parmi lesquelles quatre sont des victoires partagées. Il reçoit la médaille militaire le 18 novembre 1917.
Hérisson remporte une nouvelle victoire partagée, le 18 février 1918. Le 30 mars, il partage sa septième victoire avec un autre as, Gabriel Guérin. Le 11 avril 1918, il remporte une victoire en solitaire sur un Pfalz D.III. Puis, il partagera à nouveau une victoire sur un chasseur allemand le 21 mai. En reconnaissance de ses mérites au combat, il est fait chevalier de la Légion d'honneur le 12 juin 1918. Enfin, il finit la guerre en remportant son seul doublé, le 17 septembre 1918. Il se verra également remettre la croix de Guerre avec neuf palmes et trois étoiles de vermeil.
Démobilisé peu après l'armistice, William Hérisson retourne à Nîmes où il gère le domaine familial tout en ouvrant une concession automobile qui va se diversifier dans l’importation de véhicules agricoles. 
Durant la seconde guerre mondiale, il est mobilisé dans l'armée de l'air à un poste non-navigant en tant que commandant de réserve chargé de la DCA des terrains d'aviation. Démobilisé peu après l'armistice, il s'engage pleinement dans la résistance et fait de son entreprise forestière un maquis. 
William Hérisson termine sa carrière dans l'armée de l'air avec le grade de lieutenant-colonel de réserve. Il meurt à Nîmes, le 25 décembre 1969.